# Meprobamaat
Meprobamaat is een hypnosedatieve chemische verbinding met anxiolytische werking uit de groep van carbamaten, die in het verleden gebruikt is als minor tranquillizer (kalmeringsmiddel). 
Meprobamaat werd ontdekt door Frank Berger en Bernard Ludwig. Het middel kwam in 1955 in de Verenigde Staten op de markt, onder de merknaam Miltown. Het was het eerste psychofarmacon voor massaconsumptie en werd snel een van de meestverkochte geneesmiddelen. In de jaren 1960 werd het verdrongen door benzodiazepinen zoals chloordiazepoxide (Librium) en diazepam (Valium). 
Het bleek toen ook dat meprobamaat verslavend was voor bepaalde mensen. Het middel is in de Verenigde Staten nooit van de markt gehaald, maar het wordt nog slechts zelden voorgeschreven.
Het Europees Geneesmiddelenbureau adviseerde de Europese Commissie in januari 2012 om de handelsvergunningen voor geneesmiddelen met meprobamaat te schorsen. De redenen hiervoor zijn dat de voordelen niet opwegen tegen de risico's, waaronder neveneffecten als verwardheid en bewustzijnsverlies; verslaving en ernstige ontwenningsverschijnselen bij stopzetten van de toediening; en personen die een overdosis nemen kunnen in een coma raken.

## Synthese

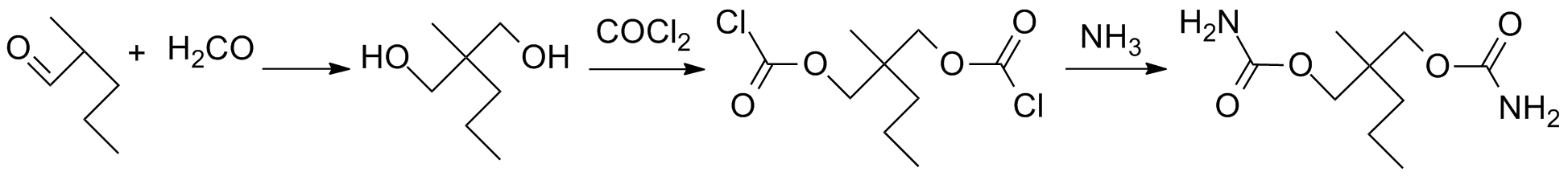

De synthese van meprobamaat vangt aan met de reactie van 2-methylvaleraldehyde (2-methylpentanal) met formaldehyde tot 2-methyl-n-propyl-1,3-propaandiol. De condensatiereactie van dit diol met fosgeen in de aanwezigheid van N,N-dimethylaniline resulteert in een dichloorformaat-ester, die daarna onderworpen wordt aan ammonolyse om de dicarbamaat-ester te verkrijgen.